# 西小松川町
西小松川町（にしこまつがわまち）は、東京都江戸川区西部の住居表示地名・町名。丁目の設定のない単独町名である。

## 地域
隣接する地域は、北は松島一丁目、東は東小松川一・二丁目、南は東小松川三丁目、西は荒川・中川を挟んで対岸に小松川一・二・三丁目。
東京都江戸川区西部に位置する。荒川水面をもって地区の西辺とし、小松川境川を東辺とする。

## 歴史
中世からの「西小松川村」の名を受け継いでいる。ただし、西小松川村は現在の「西小松川町」よりも広い範囲であった。

## 世帯数と人口
2025年（令和7年）1月1日現在（江戸川区発表）の世帯数と人口は以下の通りである。
- 世帯数 : 1,602世帯
- 人口 : 3,115人

### 人口の変遷
国勢調査による人口の推移。
| 年                 | 人口  |
| ------------------ | ----- |
| 1995年（平成7年）  | 3,043 |
| 2000年（平成12年） | 3,114 |
| 2005年（平成17年） | 3,557 |
| 2010年（平成22年） | 3,485 |
| 2015年（平成27年） | 3,184 |
| 2020年（令和2年）  | 3,158 |

### 世帯数の変遷
国勢調査による世帯数の推移。
| 年                 | 世帯数 |
| ------------------ | ------ |
| 1995年（平成7年）  | 1,128  |
| 2000年（平成12年） | 1,237  |
| 2005年（平成17年） | 1,409  |
| 2010年（平成22年） | 1,450  |
| 2015年（平成27年） | 1,358  |
| 2020年（令和2年）  | 1,423  |

## 学区
区立小・中学校に通う場合、学区は以下の通りとなる(令和5年度入学生より）。なお、江戸川区では学校選択制度を導入しており、区内全域から選択することが可能。。
| 番地     | 小学校                   | 中学校                   |
| -------- | ------------------------ | ------------------------ |
| 1〜15番  | 江戸川区立東小松川小学校 | 江戸川区立松江第一中学校 |
| 16〜37番 | 江戸川区立松江小学校     | 江戸川区立松江第二中学校 |

## 事業所
2021年（令和3年）現在の経済センサス調査による事業所数と従業員数は以下の通りである。
| 町丁       | 事業所数 | 従業員数 |
| ---------- | -------- | -------- |
| 西小松川町 | 89事業所 | 513人    |

### 事業者数の変遷
経済センサスによる事業所数の推移。
| 年                 | 事業者数 |
| ------------------ | -------- |
| 2016年（平成28年） | 89       |
| 2021年（令和3年）  | 89       |

### 従業員数の変遷
経済センサスによる従業員数の推移。
| 年                 | 従業員数 |
| ------------------ | -------- |
| 2016年（平成28年） | 501      |
| 2021年（令和3年）  | 513      |

## 交通

### 公共交通
鉄道
西小松川町の町域内に鉄道駅は存在しない。さらに至近の駅から1km以上離れた鉄道空白地帯に地区の全域が当たる。以下に最寄駅を挙げる。
- 東日本旅客鉄道（JR東日本）
  - 総武本線：新小岩駅（葛飾区新小岩）
- 東京都交通局
  - 新宿線：船堀駅（船堀）

路線バス
町内を通過する路線バスは存在しない。
- 東京都交通局：乗り場「小松川警察署前」「京葉交差点」「東小松川一」「東小松川二」「東小松川小」が最寄。
  - 平井駅前行き（平23）
  - 亀戸駅前行き（亀26）
  - 錦糸町駅前行き（錦25）
  - 両国駅前行き（錦27）
  - 葛西駅前行き（平23・錦25・新小22）
  - 今井行き（亀26）
  - 小岩駅前行き（錦27・錦27-2）
  - 西葛西駅前行き（新小21）
  - 新小岩駅前行き（新小21・新小22）
  - 船堀駅前行き（錦27-2）
- 江戸川営業所・京成タウンバス：乗り場「小松川警察署前」「京葉交差点」が最寄。
  - 小岩駅前行き（小74）

### 道路・橋梁
道路
- 首都高速中央環状線：中環小松川入口/小松川出口
- 首都高速7号小松川線：小松川出入口
- 国道14号（京葉道路）
- 東京都道450号新荒川葛西堤防線
- 今井街道

橋梁
- 小松川橋（荒川・中川。西小松川町 - 小松川三丁目）
- 新小松川橋（荒川・中川。西小松川町 - 小松川三丁目）
- 荒川大橋

## 施設
公園
- 小松川境川親水公園

## 史跡
- 仲台院
- 小野原稲荷神社
- 西小松川天祖神社（wikidata）

## その他

### 日本郵便
- 郵便番号 : 132-0032[3]（集配局 : 江戸川郵便局[16]）。